# 漢諾威 (賓夕法尼亞州)
汉诺威是宾夕法尼亚州约克县的一個行政區，位於約克西南方19英里（31公里），巴爾的摩之北北西方54英里（87公里），在梅森-迪克森线以北5英里（8公里）處。本镇為農業區，在2010年的人口普查，人口有15289人。其名乃來自德国汉诺威市。
美国内战期间，在蓋茨堡之役之前，雙方曾在此交戰。由於20世紀在本鎮建立了許多食品工廠，此地又被稱為「世界零食之都」。 
漢諾威被許多人視為美國的零食之都。厄次食品（Utz Quality Foods）自1921年在此設立總部；該公司設有直销店，並從1905年開始便在本地生產史奈德蝴蝶餅 。在附近地區的食品製造商，包括漢諾威食品公司（Hanover Foods），沃爾夫岡糖果公司（Wolfgang Candy）、馬丁洋芋片（Martin's Potato Chips）、好時食品（Hershey Foods）、赫爾食品（Herr's Snacks）、吉布時洋芋片（Gibbles Potato Chips）等等。 
孟祺音樂服務（Menchey Music Service）於1936年在漢諾威設立總部至今。火神建材（Vulcan Materials Company）在漢諾威北部有一座大型石灰石採石場，並在牛津大街設有辦公室。